# Castlevania: Lords of Shadow 2
Castlevania: Lords of Shadow 2 est un jeu vidéo d'action-aventure développé par MercurySteam Entertainment et édité par Konami. Il sort sur PlayStation 3, Xbox 360 ainsi que sur PC le 27 février 2014 en Europe.
Il s'agit d'une suite directe à Castlevania: Lords of Shadow.

## Synopsis
L'histoire débute avec le siège du château de Dracula par la confrérie de la lumière. Dracula prend rapidement le dessus et défait le siège grâce à ses pouvoirs.
Des siècles après, Dracula se réveille d'un long sommeil provoqué par son fils et son petit-fils, et se retrouve dans la ville construite sur son château. Son ancien camarade d'arme et seigneur nécromancien Zobek lui propose d'unir leurs forces contre les acolytes de Satan qui préparent la venue de ce dernier, en échange de quoi Zobek promet le repos éternel au Comte. Dracula se lance alors en quête de retrouver ses pouvoirs pour affronter les acolytes, et dans une quête plus personnelle au sein de son esprit afin de faire la paix avec lui-même.
Traquant le premier des trois acolytes de Satan , Dracula découvre une société pharmaceutique qui produit en secret un virus mortel transformant les humains en monstre , après avoir capturé l'acolyte (non sans mal) Dracula la ramène à Zobek et son acolyte personnel , un mystérieux chevalier noir.
Cette dernière échappe cependant à tout contrôle et Dracula se voit obligé de la tuer avant qu'elle ne révèle son retour aux autres acolytes, il part ensuite à la recherche du deuxième acolyte.
En parallèle il est ramené dans le passé dans son château par le souvenir de son fils avant sa transformation en vampire ou il doit petit à petit récupérer ses pouvoirs mais aussi affronter des alliés devenus ennemis comme les Gorgones ou ses anciens serviteurs , mais doit aussi affronter des rivaux comme Agreus , petit frère de Pan, qui à juré sa mort pour venger son frère ou encore lutter contre ses démons intérieurs prenant la forme de Carmilla ou encore d'un Dracula intérieur, enfin il rassemble les fragments du miroir du destin et revoit l'âme de sa femme Marie qui lui fait retrouver son humanité perdue.
Revenu dans le présent Dracula rencontre son petit-fils Victor Belmont , dernier des chevaliers de lumière, qui accepte de l'aider à trouver le deuxième acolyte au prix de sa vie, Dracula défie l'acolyte et le tue puis part à la recherche du troisième aux côtés du chevalier noir, ils le retrouvent en train d'invoquer Satan mais alors que Dracula va s'interposer , le chevalier noir l'en empêche et lui révèle sa véritable identité : Alucard , son fils transformé par lui-même en vampire il y a des siècles, puis il restaure ses souvenirs perdus par son long sommeil :
Tous deux ont en fait tout planifié depuis des siècles pour pousser les acolytes à invoquer Satan afin de le tuer pour purger la terre du mal à jamais, mais ils devaient également duper Zobek pour pouvoir lui soutirer la seule arme capable de tuer à la fois Dracula et Satan : la tueuse de vampires.
Alors que la mémoire de Dracula est restaurée, Zobek ,ayant tout découvert,les attaque et fait fuir l'acolyte : un terrible combat s'engage alors et Dracula finit par tuer son vieil ennemi , récupérant son arme au passage puis père et fils retrouvent l'acolyte dans la cathédrale de Dracula au moment où Satan apparaît enfin et tue son serviteur pour incompétence.
L'Archange déchu propose alors à nouveau une alliance avec Dracula mais ce dernier refuse , le Diable déclare alors que s'il ne peut posséder la terre alors personne ne l'aura, libérant le Léviathan il lui ordonne d'aller en orbite et d'atomiser la terre avec son souffle infernal, Dracula et Alucard parviennent à l'en empêcher de justesse et détruisent la créature , mais Satan en profite pour posséder Alucard afin d'avoir un avantage sur Dracula , ce dernier parvient malgré tout à gagner et expulse Satan de son fils avant de le tuer définitivement. Puis il soigne son fils et déclare qu'ils doivent se cacher car le soleil va bientôt se lever , ce dernier lui demande si c'est bel et bien terminé, Dracula observe alors l'avenir avec le miroir du destin, sourit, puis le détruit en déclarant que l'avenir réserve toujours des surprises.    

## Distribution
- Robert Carlyle : Dracula
- Patrick Stewart : Zobek
- Richard Madden : Alucard
- Jason Isaacs : Satan
- Natascha McElhone : Marie Belmont
- Sally Knyvette : Carmilla
- Stuart Campbell : Trevor
- Anthony Howell : Victor
- Alex Childs : Raisa Volkova
- Alastair Parker : Nergal

## Système de jeu
Tout comme le premier Lords of Shadow, Lords of Shadow 2 est un jeu d'action-aventure mêlant phases d’exploration, de combat et d’énigmes ainsi que de l’infiltration. Contrairement à son prédécesseur, cette suite propose une caméra libre, autorisant le joueur à ajuster celle-ci afin de profiter des décors et de mieux gérer les combats.

### Système de combat
À l’image de la Croix de Combat issue du premier épisode, la nouvelle arme de prédilection de Gabriel, le Blood Whip (le fouet sanglant), offre un système de combos classique basé sur des attaques légères et lourdes, à l’image d’un God of War.
Le système de magie fait en revanche peau neuve. De par sa nouvelle condition de vampire, le Sang de Dracula permet à Gabriel de se régénérer lorsqu'il tue un ennemi ou exécute un gros combo. Il peut également contrôler les mortels et se transformer en brume afin de traverser grilles et autres obstacles.
Par ailleurs, il lui est possible d'invoquer deux autres nouvelles armes : Void, une grande épée redonnant de la vie après chaque coup, et Chaos, des griffes acérées capables de briser les défenses ennemies. Des armes qui ne sont pas sans rappeler Bayonetta ou Devil May Cry.
Enfin, la capacité Focus confère à Gabriel un surcroit de puissance lorsque celui-ci esquive, contre ou bloque les attaques ennemies dans un timing précis.

## Développement
En octobre 2010, des rumeurs évoquent une suite à Castlevania: Lords of Shadow. Le jeu est dévoilé officiellement à l'E3 2012 lors de la conférence pré-E3 de Konami. L'intention des développeurs était de jouer en tant que Dracula pour la première fois dans la série Castlevania et de conclure l'histoire débutée dans le premier Lords of Shadow. Bien que le précédent opus a été bien accueilli, les concepteurs ont indiqué qu'il avait plusieurs défauts qu'ils voulaient corriger tout en améliorant le gameplay.
À noter que Hideo Kojima n’est nullement intervenu dans le développement du jeu, contrairement au premier volet.
Le jeu n’est par ailleurs pas développé sur Wii U. Mercury Steam évoque un manque de ressources (humaines, financières et matérielles. De façon plus officieuse, cette décision ferait suite à l’absence de parcs installés de Wii U suffisants.

## Accueil

### Critique
Lords of Shadow 2 a reçu un accueil mitigé, décevant une bonne partie de la presse et des joueurs. Deux jours avant la sortie du jeu, le magazine Edge tire le premier en lui accordant une note de 4 sur 10. De manière générale, tous s’accordent à regretter l’absence d’environnements riches et variés, le jeu évoluant dans un univers moderne et futuriste : les jungles luxuriantes, ruines enchantées et autres cimetières brûlants du précédent opus laissent place à des entrepôts froids, usines et laboratoires austères, musées et églises ternes. Les ennemis s’en trouvent, de facto, moins variés et assez incongrus (scientifiques, méchas armés de mitraillettes ou de lance-roquettes). Les temps de chargement s’avèrent aussi assez longs. Quant aux phases d'infiltration, nouvelle composante du gameplay, elles s’avèrent exécrables et très dirigistes. Enfin, les personnages secondaires sont assez peu exploités, relayés à de simples faire-valoir[réf. nécessaire].
Peu après la sortie du jeu, les propos d'un membre du studio MercurySteam font état de problèmes internes majeurs lors du développement du jeu. L'employé mentionne ainsi Enric Alvarez, le président du studio, qui selon lui, a ignoré les développeurs et les artistes pour baser le développement du jeu sur ses critères personnels. Ajoutant que les jeunes développeurs n'avaient le droit, ni de toucher au code source, ni au moteur de jeu.

### Ventes
Le site VGChartz estime les ventes du jeu à 360 000 exemplaires.

## Contenus téléchargeables
Un mois après la sortie du jeu, un contenu téléchargeable sera mis en ligne le 25 mars. Ce nouveau contenu, qui prend place avant les évènements racontés dans Lords of Shadow 2, laissera de côté Gabriel pour se focaliser sur Alucard qui devra empêcher les habitants du château de s'emparer des reliques de Dracula afin que celui-ci puisse par la suite combattre les sbires de Satan et, de surcroît, accéder à la rédemption.